# Bătălia de la Pegae
Bătălia de la Pegae s-a desfășurat în martie 922 între armatele Primului Imperiu Bulgar și cele ale Imperiului Bizantin lângă un sat din apropriere Constantinopolului, ce s-a soldat cu o victorie bulgară.

## Cauze
După victoriile din 917, hanul bulgar, Simeon I, dorește a deveni împărat bizantin. Primul său pas a fost a deveni regent a tânărului împărat Constantin al VII-lea, dar amiralul Romanos Lekapenos dorind a preveni infuența bulgară, o înlătură pe mama lui Constantin ca regent.
Distruge ambițiile lui Simeon de a urca pe tron pe cale diplomatică, când se numește co-împărat, în consecință, hanul invadează Imperiul Bizantin în 920 ocupând toate posesiunile acestora din Balcani până în 924.

## Bătălia
În 922, o imensă oaste bulgară trece granița sub conducere nobilului Theodore Sigritsa, ajungând în apropriere de capitala bizantinilor. Aceștia îi trimit pe Pothos Argyros și Alexios Mosele pentru a opri invazia.
Atacul invadatorilor a fost irezistibil, încât apărătorii au fost obligați să se retragă, mulți dintre ei fiind uciși sau capturați.

## Urmări
După bătălie, oastea bulgară arde palatele din Pegae, jefuiește Cornul de Aur, și se întorc victorioși înapoi în patrie.